# Sueur froide dans la nuit
Pour plus de détails, voir Fiche technique et Distribution.
Sueur froide dans la nuit (Fear in the Night, littéralement « La peur dans la nuit ») est un film d'horreur psychologique britannique écrit, produit et réalisé par Jimmy Sangster, sorti en 1972.

## Synopsis
Une jeune femme Peggy Heller (Judy Geeson) doit rejoindre l'homme qu'elle vient d'épouser, Robert (Ralph Bates), un enseignant vivant à la campagne, dans la propriété où se situe l'école. La nuit avant son départ, elle est attaquée dans son appartement par un mystérieux personnage, dont elle ne distingue pas le visage, mais dont elle fait tomber un bras articulé en se débattant. Sa logeuse croit à un effet de son imagination. Après avoir rejoint Robert, elle découvre les lieux, et, alors qu'elle déambule dans l'école, elle tombe sur le proviseur, Michael Carmichael (Peter Cushing), à la personnalité étrange, qui semble diffuser des enregistrements de vie scolaire dans des pièces vides. De plus, Carmichael se révèle avoir lui-même un bras articulé. Plus tard, elle est attaquée semble-t-il par le même agresseur, dont elle ne voit toujours pas le visage. Robert pense lui aussi à une hallucination, jusqu'à la faire douter d'elle-même, si bien qu'elle renonce à le faire appeler la police. Ses tourments ne font que commencer, et elle découvrira une vérité qu'elle est loin de soupçonner…

## Fiche technique
Sauf indication contraire, les informations mentionnées dans cette section peuvent être confirmées par la base de données cinématographiques IMDb,  présente dans la section « Liens externes ».
- Titre original : Fear in the Night
- Titre français et québécois : Sueur froide dans la nuit
- Réalisation : Jimmy Sangster
- Scénario : Jimmy Sangster et Michael Syson
- Musique : John McCabe
- Direction artistique : Don Picton
- Photographie : Arthur Grant
- Montage : Peter Weatherley
- Production : Jimmy Sangster
- Société de production ; Hammer films Productions
- Société de distribution : Anglo-EMI Film Distributors (Royaume-Uni) ; France-Inter Cinéma (France)
- Pays de production :  Royaume-Uni
- Langue originale : anglais
- Format : couleur
- Genres : horreur psychologique, thriller
- Durée : 94 minutes
- Dates de sortie :
  - Royaume-Uni : 9 juillet 1972
  - France : 8 octobre 1975
- Affiche : Constantin Belinsky (France)

## Distribution
- Judy Geeson : Peggy Heller
- Joan Collins : Molly Carmichael
- Peter Cushing : Michael Carmichael
- Ralph Bates : Robert Heller
- James Cossins : le docteur
- Gillian Lind : Mme Beamish

## Production

### Développement
Sueur froide dans la nuit provient d'un scénario signé Jimmy Sangster, ayant pour titre Brainstorm (littéralement « Remue-méninges ») à l'origine développé pour Universal Pictures en 1963. Le film est  entré en production maintes fois : la première fois est en automne 1964, et « temporairement » en 1965. En 1967, ce scénario a un nouveau titre The Claw (littéralement « Le pince »). En 1971, Jimmy Sangster réécrit le scénario avec Michael Syson sous le titre Fear in the Night.

### Tournage

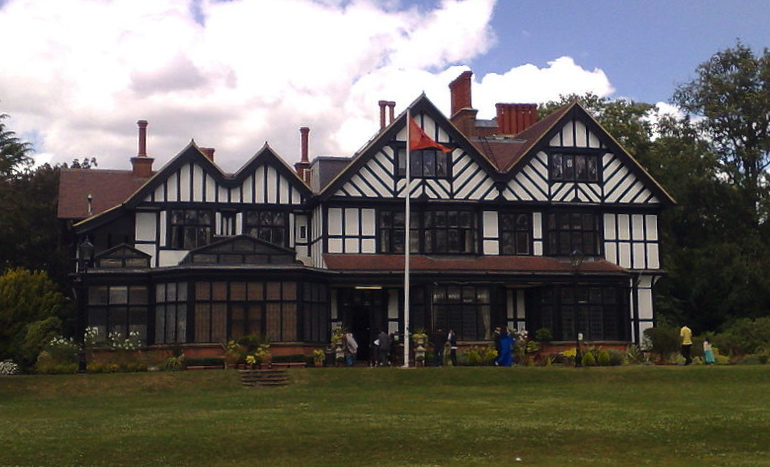
Le manoir de Bhaktivedanta, le temple de Gaudiya Vaishnava, sert de décor pour l'école du personnage Michael Carmichael.

Le tournage a lieu à Aldenham dans le comté d'Hertfordshire, au nord de Londres, à partir du 15 novembre 1971. Les scènes du lac sont filmées au Aldenham Country Park (en) autour de la réservoir d'Aldenham (en), où se trouve le manoir de Bhaktivedanta (en) ayant servi de décor pour l'école. La plupart des scènes s'est déroulée aux studios d'Elstree, au nord de Londres.

## Autour du film
Bien qu'étant une production des studios Hammer films, le film n'use d'aucune sorte d'effets spéciaux, et pour cause puisqu'il ne s'agit pas d'un film fantastique mais d'un film pouvant être qualifié de film d'angoisse.

## DVD (France)
Le film a fait l'objet d'une édition sur le support DVD sur le territoire français dans La Collection Hammer :
- Fear in the Night : Sueur froide dans la nuit (DVD-9 Keep Case) sorti le 5 mai 2009, édité par Studiocanal et distribué par Universal Pictures Vidéo (France). Le ratio écran est en 1.85:1 au format panoramique 16:9. L'audio est en Français et Anglais 2.0 mono avec présence de sous-titres français. Pas de suppléments sur le disque. Il s'agit d'une édition Zone 2 Pal[6].